# Aika (1996年生の歌手)
aika（あいか、1996年12月27日 - ）は、日本のシンガーソングライター。熊本県出身。福岡県を中心に活動していたが、2023年10月から拠点を東京へ移した。
2024年2月22日より、活動名を「aika」から「かわらだあいか」に変更した。

## 概要
全国7都市ツアーやヒッチハイクによる九州路上ライブツアー、東南アジア南アジア放浪などを行い、「旅するシンガーソングライター」というキャッチコピーを用いて活動している。
2021年には、トヨタカローラ福岡主催の音楽オーディション「KEY10 Music」で、選出15組のうちの1人となる。また、2022年4月公開のトヨタカローラ福岡のCMでは自身の楽曲「私らしく」が使用され、出演もしている。
2021年、九州の観光地とアーティストを応援するプロジェクト「旅唄」に参加し、福岡県糸島市の雷山千如寺大悲王院で自身の曲「ツナガル」を歌唱する様子を撮影した映像が11月27日に公開された。
2022年9月4日、福岡市中央区で開催された「キャバーンビート10周年F-POPスペシャル」に出演。
2023年7月2日、福岡市民会館小ホールにて、初のホールワンマンライブを開催。同会場においてセカンドアルバム「きょうもいきていた」を発売した。
2023年10月から、活動拠点を東京に移した。
2024年2月22日、活動名を「aika」から「かわらだあいか」に変更。
2024年4月、再び活動拠点を福岡に戻した。

## 作品
シングル
- きっとね（2019年12月7日）
- 在る（2023年9月）

アルバム
- tsunagaru（2019年1月27日）
- きょうもいきていた（2023年7月2日）